# Lime Springs
Lime Springs é uma cidade localizada no estado americano de Iowa, no Condado de Howard.

## Demografia
Segundo o censo americano de 2000, a sua população era de 496 habitantes.
Em 2006, foi estimada uma população de 485, um decréscimo de 11 (-2.2%).

## Geografia
De acordo com o United States Census Bureau tem uma área de
2,6 km², dos quais 2,6 km² cobertos por terra e 0,0 km² cobertos por água. Lime Springs localiza-se a aproximadamente 362 m acima do nível do mar.

## Localidades na vizinhança
O diagrama seguinte representa as localidades num raio de 24 km ao redor de Lime Springs.